# 布鲁斯·德赖弗
布鲁斯·德赖弗（英語：Bruce Driver，1962年4月29日—），加拿大男子冰球运动员，场上位置是后卫。他曾代表加拿大国家队参加1984年冬季奥林匹克运动会冰球比赛，获得第4名。